# 3728 IRAS
3728 IRAS este un asteroid din centura principală, descoperit pe 23 august 1983, de IRAS.